# 達尼埃萊·馬格羅
達尼埃萊·馬格羅（義大利語：Daniele Magro，1987年4月14日—），意大利籃球運動員，現在效力於意大利籃球聯賽球隊皮斯托拉2000籃球俱樂部。他也代表意大利國家籃球隊參賽。